# Magnus Johan Lundh
Magnus Johan Lundh, död 1783 vid 77 års ålder, var en svensk jurist och ämbetsman.
Lundh var häradshövding i Västerdalarnas domsaga 1744–1761 och i Gotlands södra domsaga 1761–1762. Han blev lagman över Västmanlands och Dalarnas lagsaga 1762 och var vice landshövding i Västmanlands län under ledigheten 18 november 1768.